# Pásztormejnó
A pásztormejnó (Acridotheres tristis) a madarak (Aves) osztályának verébalakúak (Passeriformes) rendjébe, ezen belül a seregélyfélék (Sturnidae) családjába tartozó faj.
Nemének a típusfaja.
Túlságosan is sikeres betelepítése miatt számos országban inváziós fajként tartják nyilván, így Új-Zélandon és Ausztráliában is, ahol 2008-ban a legproblémásabb kártevőnek nyilvánították. A Természetvédelmi Világszövetség 2000-ben a világ 100 leginkább invazív faja közé sorolta, ezen a listán az összesen három madárfaj egyike lett.

## Előfordulása
Eredetileg a pásztormejnó Afganisztán és Délnyugat-Kína alföldjeinek területén élt, de meghonosították az Amerikai Egyesült Államokban (Florida államban), a Kajmán-szigeteken, Ausztráliában, Új-Zélandon, Dél-Afrikában, Szent Ilona szigetén, az Ascencion-szigeten, a Seychelle-szigeteken, Mauritiuson, Réunionon, Rodriguez-szigetén, a Brit Indiai-óceáni Területen , Madagaszkáron, a Comore-szigeteken, a Salamon-szigeteken, Új-Kaledónián, Vanuatun, a Fidzsi-szigeteken, a Cook-szigeteken, a Francia Polinézia részét képező Társaság-szigeteken, a Hawaii szigeteken, a Nikobár-szigeteken, a Laccadive-szigeteken és a Maldív-szigeteken is.
Sikertelenül próbálták betelepíteni az Egyesült Királyság területére.

## Alfajai
- Acridotheres tristis tristis (Linnaeus, 1766) - Afganisztán déli része, Pakisztán, India, Kína déli része, Thaiföld, Laosz, Vietnám, Kambodzsa és a Maláj-félsziget
- Acridotheres tristis naumanni - Kazahsztán déli része, Türkmenisztán és Irán keleti része
- Acridotheres tristis tristoides - Nepál, Bhután, India északkeleti államai és Mianmar
- Acridotheres tristis melanosternus (Legge, 1879) - Srí Lanka

## Megjelenése
A pásztormejnó hossza 25 centiméter, szárnyfesztávolsága körülbelül 50 centiméter, testtömege pedig 85–135 gramm. A fiatal madár feje barna, míg a felnőtté fekete. Csupasz, élénksárga a bőre, a szeme és a csőre körül. Teste szürkésbarna, a hasa és a farktöve fehér. A farktollak feketék, végük fehér. Ez az egyetlen mejnófaj, amelynek alul fehér a szárnya. Lába élénksárga.

## Életmódja
E madár rajokban él. Tápláléka rovarokból, gyümölcsökből, gabonából és férgekből tevődik össze. A szabad természetben körülbelül 4, legfeljebb 12 évig él. 

## Szaporodása
A költési időszak helyenként különböző. Évente akár háromszor is költhet. A fészket gyakran egy fa odvában, esetleg más madár vagy mókus elhagyott fészkébe rakja. Egy fészekaljban 2-5 tojás van, ezek lehetnek halványkékek vagy türkiz színűek. A költés körülbelül 17 napig tart. A fiatal madarak 22-24 nap után repülnek ki.

## Képek

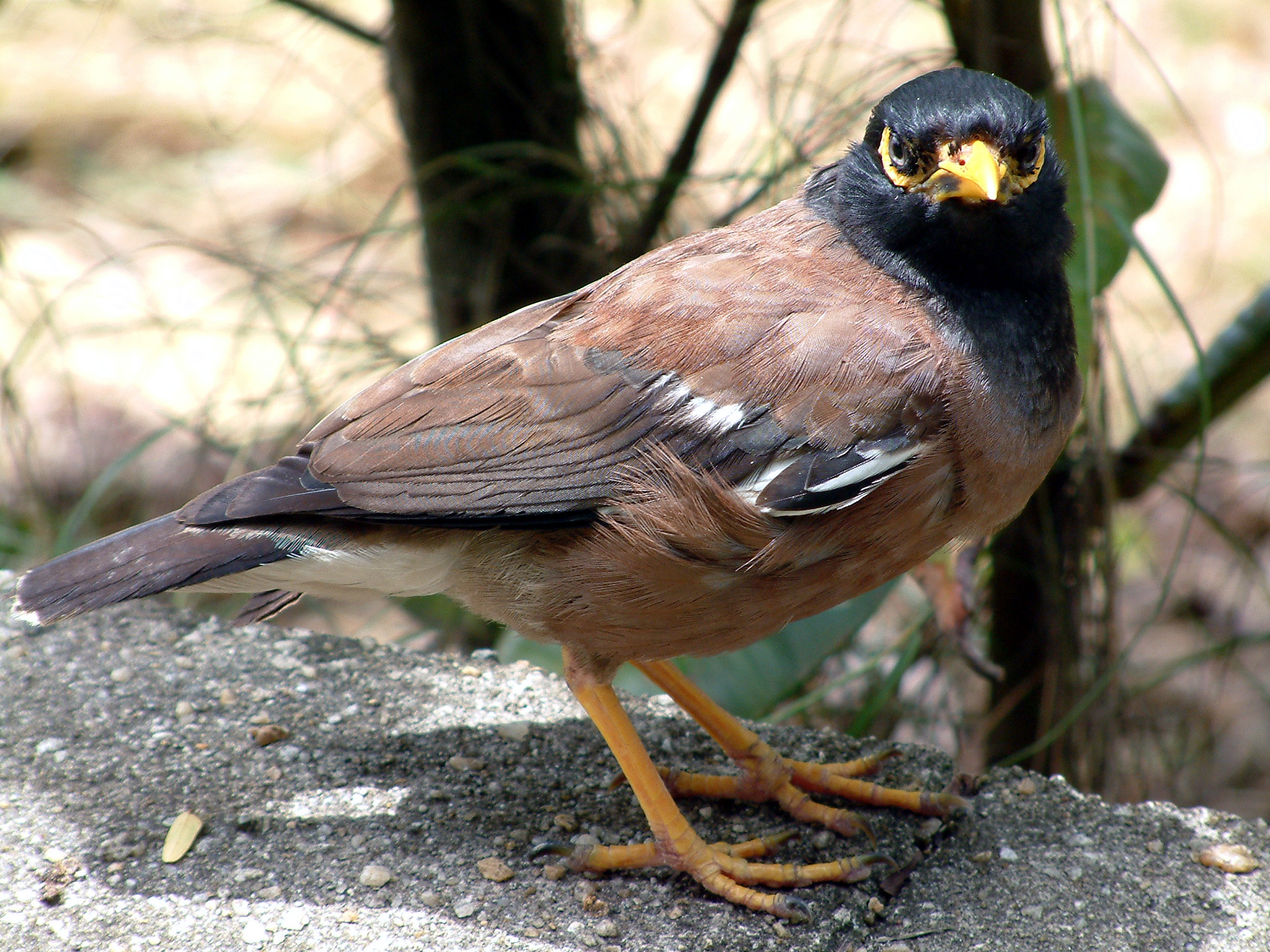
Felnőtt madár
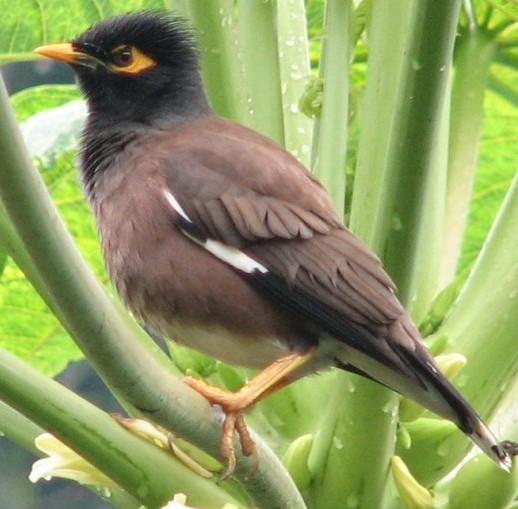
és fiatal példány
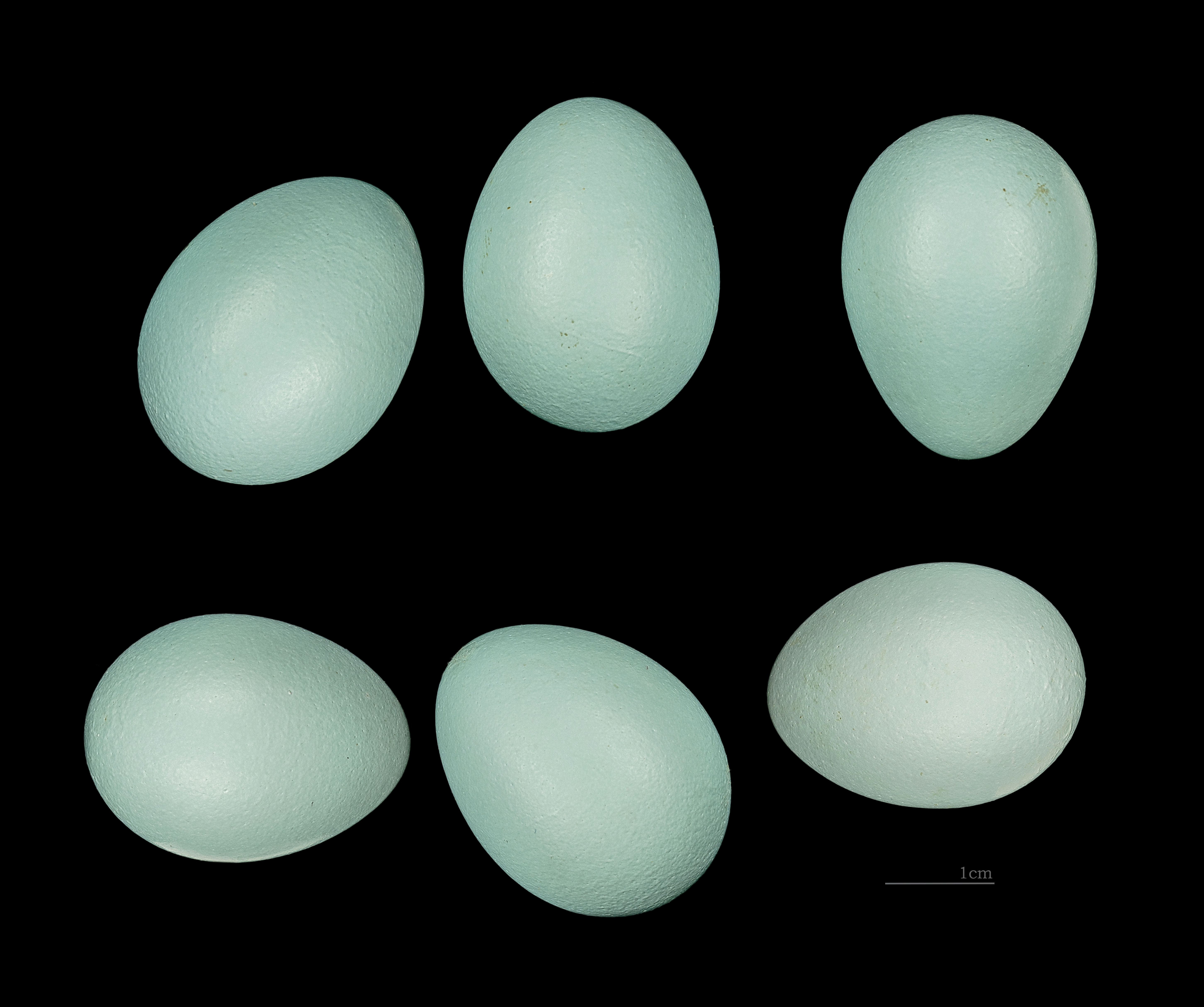
A tojásai